# 我的惡魔 (動畫)
《我的惡魔》（英語：My Daemon）是一部2023年的動畫連續劇，由泰國Igloo Studio為Netflix製作。該劇由納·約斯瓦塔納蒙（Nat Yoswatananont）執導，並於2023年11月23日在Netflix首播。

## 概要
在不久的未來，由於核爆炸導致地球與地獄的相撞，居住在日本東京的小學生劍斗偶然發現了一個名叫安娜的小惡魔生物，並將他養育長大。該劇講述了劍斗和安娜為了拯救發生意外的母親，因而踏上冒險旅程的故事。

## 聲演角色
- 橘劍斗：島袋美由利（日）/卡桑德拉·李·莫里斯（英语：Cassandra_Lee_Morris）（英）[2][1]
- 安娜/收納惡魔：菊池心（日）/克里斯蒂娜·維（英语：Cristina Vee）（英）[2]
- 橘薫：折笠富美子（日）/安布爾·李·康納斯（英语：Amber_Lee_Connors）（英）
- 北條楓：佐倉綾音（日）/萊恩·巴特利（英）
- 仙菜：奥村翔/班傑明·迪斯金（英语：Benjamin_Diskin）（英）
- 九重航矢：羽多野涉/羅比·戴蒙德（英语：Robbie_Daymond）（英）
- 南部切子/復原惡魔：宮瀬尚也（日语：宮瀬尚也）
- 北條源次郎：中田讓治/比爾·畢斯（英）

## 集數
| 集數 | 標題               | 上線日期       |
| ---- | ------------------ | -------------- |
| 1    | 重大旅程           | 2023年11月23日 |
| 2    | 艱難決定           | 2023年11月23日 |
| 3    | 是敵是友           | 2023年11月23日 |
| 4    | 不潔靈魂           | 2023年11月23日 |
| 5    | 收藏家             | 2023年11月23日 |
| 6    | 覺醒               | 2023年11月23日 |
| 7    | 和平之雜質         | 2023年11月23日 |
| 8    | 離別               | 2023年11月23日 |
| 9    | 小小的友情         | 2023年11月23日 |
| 10   | 意志堅強           | 2023年11月23日 |
| 11   | 為了所有逝去的靈魂 | 2023年11月23日 |
| 12   | 天懲               | 2023年11月23日 |
| 13   | 不計代價           | 2023年11月23日 |

## 製作
該劇於2022年9月在Netflix的虛擬Tudum活動期間宣布，其中包括由安達寬高（乙一）撰寫劇本，納·約斯瓦塔納蒙擔任導演
。泰國動畫公司Igloo Studio負責製作。

## 發行
《我的惡魔》於2023年11月在Netflix上全球上映。

## 外部連結
- 在Netflix上觀看《我的惡魔》
- 互联网电影数据库（IMDb）上《我的惡魔》的资料（英文）